# Estació d'Oriola
L'Estació d'Oriola - Orihuela en castellà - és l'estació de ferrocarril d'Oriola. Forma part de la xarxa d'estacions d'ADIF i és a mig camí entre Elx i Múrcia.
Per aquesta estació circulen trens Talgo Barcelona-Llorca i Cartagena-Montpeller, els trens de la línia L-1 de Mitjana Distància Renfe i els trens de les línies C-1 de les Rodalies Alacant - Múrcia.

## Serveis ferroviaris

### Rodalies i Mitjana Distànica
| Procedència/Destinació             | <                 | Línia | >                 | Procedència/Destinació |
| ---------------------------------- | ----------------- | ----- | ----------------- | ---------------------- |
| Rodalies Alacant - Múrcia de Renfe |                   |       |                   |                        |
| Múrcia del Carmen                  | Beniel            | C-1   | Callosa de Segura | Alacant Terminal       |
| Mitjana Distància de Renfe         |                   |       |                   |                        |
| Valencia-Nord                      | Callosa de Segura | L-1   | Beniel            | Cartagena              |

### Llarga Distància de Renfe
| Tipus de tren      | <<              | >>                    | Parades intermèdies | Observacions                           |
| ------------------ | --------------- | --------------------- | --- | -------------------------------------- |
| Talgo Mare Nostrum | Cartagena       | Montpeller Saint Roch | Torrepacheco · Balsicas-Mar Menor · Múrcia del Carmen · Oriola · Elx-Parc · Elda-Petrer · Villena · Xàtiva · València-Nord · Castelló · Benicàssim · Benicarló-Peníscola · Vinaròs · L'Aldea-Amposta-Tortosa · Cambrils · Salou · Tarragona · Barcelona-Sants · Girona · Figueres · Portbou · Cervera de la Marenda · Perpinyà · Narbona · Besiers | 1 tren al dia; canvi d'ample a Portbou |
| Talgo              | Barcelona-Sants | Llorca-Sutullena      | Tarragona · Salou · L'Aldea-Amposta-Tortosa · Vinaròs · Benicarló-Peníscola · Benicàssim · Castelló · València-Nord · Xàtiva · Villena · Elda-Petrer · Alacant Terminal · Elx-Parc · Múrcia del Carmen · Oriola · Alhama de Múrcia · Totana | 1 tren al dia                          |
| Talgo              | Barcelona-Sants | Múrcia del Carmen     | Tarragona · Salou · Cambrils · L'Aldea-Amposta-Tortosa · Vinaròs · Benicarló-Peníscola · Orpesa · Benicàssim · Castelló · Sagunt · València-Nord · Xàtiva · Villena · Elda-Petrer · Alacant Terminal · Elx-Parc · Oriola | 1 tren al dia                          |